# Rīga Preču
Rīga Preču (ros. Рига-Пречу) – stacja kolejowa w miejscowości Ryga, na Łotwie. Położona jest na linii Ryga - Ērgļi.
Do 2003 nosiła nazwę Rīga-Preču 2. Obecnie nie jest używana w ruchu pasażerskim.